# هوني دي
هونييد honeyd هو برنامج مفتوح المصدر قام بانشائه نيلز بروفوس، يمكن البرنامج مستخدميه من تشغيل عدة أجهزه مضيفة وهمية على شبكة الكمبيوتر. يمكن تكوين الاجهزة المضيفة لتقليد عدة أنواع مختلفة من الخوادم، مما يتيح للمستخدم محاكاة عدد لا حصر له من تكوينات شبكة الكمبيوتر. ويستخدم هذا البرنامج في مجال أمن المعلومات من قبل متخصصين وهواة، وهو جزء من أدوات توزيعة Knoppix لأمن المعلومات.

## روابط اضافية
- Official Website
- "Deploying Honeypots with Honeyd"